# Aptesis terminata
Aptesis terminata là một loài tò vò trong họ Ichneumonidae.